# All Because of You (chanson)
Singles de U2
Vertigo Sometimes You Can't Make It on Your Own
All Because of You est le deuxième single du groupe irlandais U2, issu de l'album How to Dismantle an Atomic Bomb, publié en novembre 2004,,. Il est produit par Steve Lillywhite. Sa durée d'écoute est de 3 minutes et 35 secondes. 
Avec Vertigo, c'est le morceau le plus énergique de l'album. C'est une chanson pour une mère, et plus généralement de ce que l'homme doit à la femme, une chose qu'on ne peut jamais négliger. Elle s'est classée notamment N°1 au Canada et N°4 au Royaume-Uni.
Le 22 novembre 2004, U2 filme une vidéo pour All Because of You de l'arrière d'un camion plat qui se promène à New York. Plus tard cette journée-là, ils jouent un court concert sous le pont de Brooklyn pour MTV.